# Olympische Winterspiele 1976/Teilnehmer (Türkei)
| Gelbes Symbol für Goldmedaillen mit stilisierten Olympischen Ringen | Graues Symbol für Silbermedaillen mit stilisierten Olympischen Ringen | Braundes Symbol für Bronzemedaillen mit stilisierten Olympischen Ringen |
| ------------------------------------------------------------------- | --------------------------------------------------------------------- | ----------------------------------------------------------------------- |
| —                                                                   | —                                                                     | —                                                                       |

Die Türkei nahm an den Olympischen Winterspielen 1976 in Innsbruck mit einer Delegation von 9 Männern teil.

## Teilnehmer nach Sportarten

### Ski Alpin
Herren:
- Murat Tosun
Riesenslalom: DNF
Slalom: DNF
- Ahmet Kıbıl
Abfahrt: 63. Platz – 2:03,74 min
Riesenslalom: DNF
Slalom: DNF
- Mümtaz Demirhan
Abfahrt: 64. Platz – 2:06,01 min
Riesenslalom: DNF
- Ersin Ayrıksa
Riesenslalom: DNF
Slalom: 37. Platz – 2:51,78 min

### Ski Nordisch

#### Langlauf
Herren:
- Bahri Yılmaz
15 km: 64. Platz – 51:57,08 min
30 km: 62. Platz – 1:45:15,78 h
4 × 10 km Staffel: DNF
- Ahmet Ünal
30 km: 66. Platz – 1:51:14,75 h
- Yavuz Özbey
15 km: 72. Platz – 55:47,55 min
4 × 10 km Staffel: DNF
- Sacit Özbey
15 km: 66. Platz – 52:15,41 min
4 × 10 km Staffel: DNF
- Şeref Çınar
15 km: 70. Platz – 52:50,67 min
4 × 10 km Staffel: DNF